# ديفيد الكسندر (سياسي)
ديفيد الكسندر (بالإنجليزية: David Alexander)‏ هو سياسي بريطاني، ولد في 20 يونيو 1958. حزبياً، نشط في الحزب القومي الاسكتلندي.